# Myŏngch'ŏn-gun
Myŏngch'ŏn-gun (koreanska: 명천군) är en kommun i Nordkorea.   Den ligger i provinsen Hambuk, i den nordöstra delen av landet, 400 km nordost om huvudstaden Pyongyang.